# I due Figaro
I due Figaro, o sia Il soggetto di una commedia è un'opera in due atti di Saverio Mercadante, su libretto di Felice Romani. La prima rappresentazione ebbe luogo al Teatro del Príncipe di Madrid il 26 gennaio 1835. L'opera era stata composta nel 1826 ma per motivi di censura la rappresentazione venne rinviata per alcuni anni.
Il manoscritto dell'opera venne rinvenuto a Madrid nel 2009 da uno studioso italiano. Due anni più tardi, il 24 giugno 2011, per il Festival di Ravenna, andò in scena la prima rappresentazione in tempi moderni, diretta da Riccardo Muti. Paolo Gallarati scrisse su La Stampa che la musica di Mercadante è «leggera e brillante, scritta con eleganza, sovente raffinata nei giochetti del contrappunto, nell'intreccio delle voci interne, nella qualità della strumentazione e dell'invenzione ritmica» e notò il colorito spagnoleggiante delle numerose danze, ma giudicò il libretto piuttosto debole.

## Trama
La scena è nel castello del Conte d'Almaviva a un miglio distante da Siviglia.

### Atto I
Torribio ha architettato un piano, aiutato da Figaro al quale cederà parte della dote, per riuscire a sposare Inez, figlia del Conte: aiutato da finte lettere che lo presentano come don Alvaro ottiene dal Conte la mano della ragazza.
Inez però è innamorata di Cherubino, e con l'aiuto della madre e di Susanna, moglie di Figaro, cerca di evitare il matrimonio indesiderato. Cherubino, facendosi chiamare anch'egli Figaro, si presenta al Conte in incognito e ne diviene servitore, guadagnandone la fiducia.
L'altro Figaro, sospettoso, cerca di mettere Cherubino in cattiva luce agli occhi del Conte, sostenendo che Cherubino è l'amante di Inez. Quando il Conte e Figaro si appostano per sorprendere insieme i due giovani, scoprono Cherubino in compagnia di Susanna. Cherubino, assecondato dalla donna, sostiene di essere innamorato di Susanna, e Figaro, furioso, è costretto dalle insistenze di tutti i personaggi accorsi a fingere indulgenza.
Le vicende sono punteggiate dagli interventi di Plagio, scrittore in cerca di un soggetto per una nuova commedia,

### Atto II
Cherubino e Inez si incontrano nella stanza di Susanna per organizzarsi in modo da evitare le nozze con don Alvaro previste per la sera stessa. Giunge improvviso Figaro, convinto che Susanna stia tramando qualcosa contro di lui aiutata da Cherubino.
Quando arrivano anche il Conte e la Contessa, Cherubino e Inez vengono scoperti da Figaro nascosti in un armadio. Il Conte decide di cacciare Cherubino e Susanna, ma Susanna riesce a farsi perdonare.
Ma quando giunge Torribio per le nozze, Cherubino, rientrato al castello, riconosce in lui un suo precedente servitore. Cherubino decide così di rivelare la propria identità e svela al Conte l'inganno in cui Figaro e Torribio lo stavano facendo cadere. Il Conte non può fare altro che acconsentire alle nozze tra Inez e lo stesso Cherubino, e dietro le insistenze di Susanna perdona anche Figaro.

## Struttura dell'opera

### Atto I
- Sinfonia caratteristica Spagnola
- Introduzione Compagni al suon de' pifferi (Don Alvaro, Figaro, Plagio, Coro)
- Recitativo Il Conte mio signore
- Recitativo accompagnato Ho risoluto alfin (Conte, Figaro)
- Cavatina Che mai giova (Conte, Figaro)
- Recitativo Eccellenza, fra poco
- Cavatina (Bolero) Colle dame più brillanti (Susanna)
- Recitativo Ma se pur non m'inganno
- Coro e Terzetto Ben venute, ben venute (Inez, Susanna, Contessa, Coro)
- Recitativo Umilmente m'inchino
- Cavatina Un gentile Colonnello (Inez, Susanna, Cherubino, Conte, Figaro)
- Recitativo Io respiro
- Quartetto No, Signora (Inez, Cherubino, Conte, Figaro)
- Recitativo Figaro!... Ti risveglia
- Aria Prender che val marito (Contessa)
- Finale Primo Né Susanna, né il mio bene (Inez, Susanna, Contessa, Cherubino, Conte, Figaro)

### Atto II
- Introduzione e Aria L'avventura è singolare (Plagio, Coro)
- Recitativo Ognun mi guarda e ride
- Terzetto In quegl'occhi (Susanna, Figaro, Plagio)
- Recitativo Or comincio a capir...
- Sestetto Un momento! (Inez, Susanna, Contessa, Cherubino, Conte, Figaro)
- Recitativo Figaro! Mio Signore!
- Recitativo e Aria Oh! Come in un momento (Inez)
- Recitativo Vedran che non mi lascio
- Duetto Tu lo volesti, ingrata (Susanna, Conte)
- Scena e Aria Già per le vie del cielo (Cherubino, Coro)
- Recitativo Don Alvaro, scusate
- Aria e Finale secondo Che facesti, o scellerato! (Tutti, Coro)

## Discografia
- 2011 - Antonio Poli (Conte d'Almaviva), Asude Karayavuz (Contessa), Rosa Feola (Inez), Annalisa Stroppa (Cherubino), Mario Cassi (Figaro), Eleonora Buratto (Susanna), Anicio Zorzi Giustiniani (Torribio), Omar Montanari (Plagio) - Direttore: Riccardo Muti - Orchestra Giovanile Luigi Cherubini. Philharmonia Chor Wien - Registrazione dal vivo al Teatro Alighieri di Ravenna, 24 e 26 giugno 2011 - CD: Ducale DUC 045-47.